# کبوترخانه رحیم زاده
کبوترخانه رحیم زاده مربوط به اواخر دوره قاجار است و در شهرستان بناب، بخش مرکزی، دهستان خوشه مهر، روستای زوارق واقع شده و این اثر در تاریخ ۷ خرداد ۱۳۸۷ با شمارهٔ ثبت ۲۲۸۴۴ به‌عنوان یکی از آثار ملی ایران به ثبت رسیده است.